# Kvasten
Kvasten sont des montagnes russes inversées du parc Gröna Lund, situé sur l'île de Djurgården à Stockholm, en Suède. Elles ont été construites par la société Vekoma et elles ont ouvert en 2007. Kvasten veut dire « balai » en suédois.

## Trains
Le train de Kvasten a dix wagons. Les passagers sont placés à deux sur un seul rang pour un total de 20 passagers par train.